# Chrám Krista Spasitele (Užhorod)

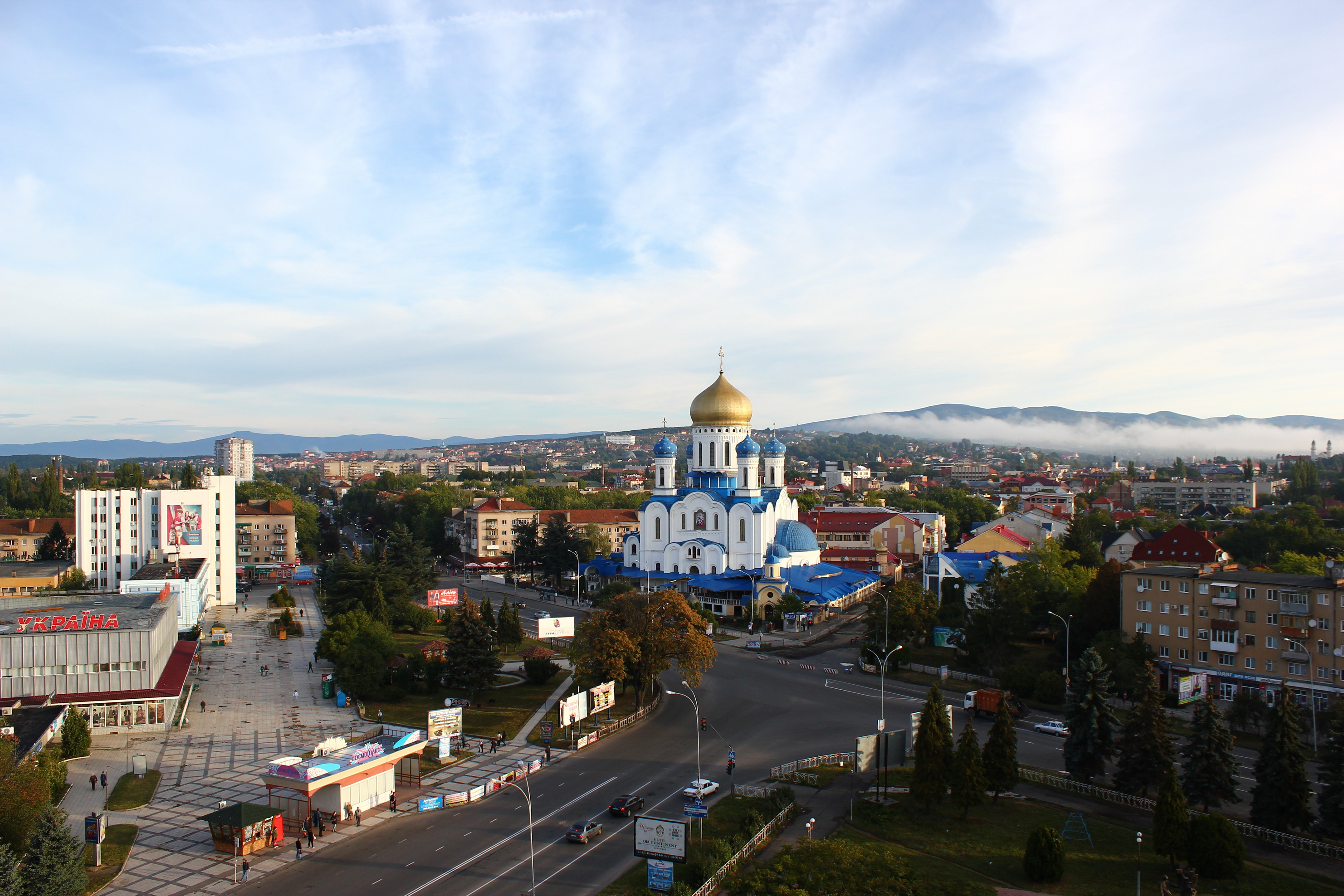
Chrám Krista Spasitele

Chrám Krista Spasitele (ukrajinsky Храм Христа Спасителя, rusky Храм Христа Спасителя nebo Свято-Крестовоздвиженский православный кафедральный собор) je hlavním katedrálním chrámem Ukrajinské pravoslavné církve Moskevského patriarchátu v ukrajinském městě Užhorod (Zakarpatská oblast).

## Dějiny
Chrám byl postaven v roce 2000. Pravoslavní věřící v Užhorodě až do roku 1991 sloužili liturgii v řeckokatolické katedrále, kterou pravoslavná církev získala po násilném zrušení řeckokatolické církve po připojení Podkarpatské Rusi k Sovětskému svazu v roce 1945.

## Architektura
Chrám je vybudován v typicky staroruském architektonickém slohu a připomíná ruské pravoslavné chrámy Kyjevské Rusi. Svým vzhledem symbolizuje sepětí s ruskou kulturou a pravoslavnou církví. Nachází se na náměstí sv. Cyrila a Metoděje. Je vysoký 60 metrů a pojme 5000 věřících.